# Babka lancetowata
Babka lancetowata, babka wąskolistna, języczki polne (Plantago lanceolata L.) – gatunek byliny należący do rodziny babkowatych (Plantaginaceae Juss.). Występuje w stanie dzikim w niemal całej Europie, w Afryce północnej oraz w Azji zachodniej aż do Himalajów i jej części środkowej. Jako gatunek zawleczony obecny jest w Ameryce Północnej, Środkowej i Południowej, na Hawajach, w Australii i na Madagaskarze. Gatunek bardzo zmienny, przystosowuje się do różnych warunków, został rozwleczony na wszystkie kontynenty. W Polsce pospolity.

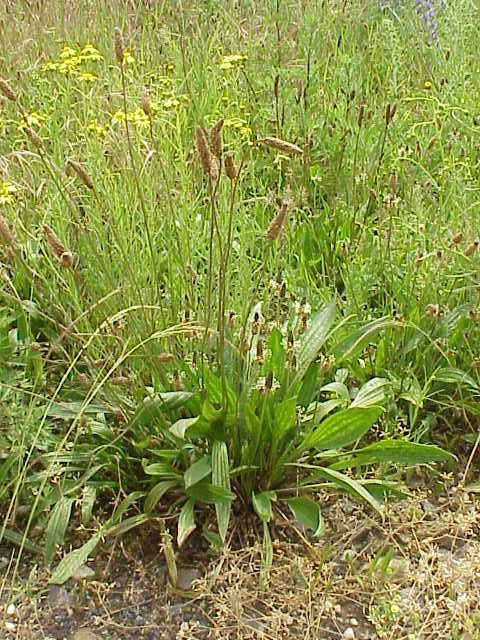
Pokrój

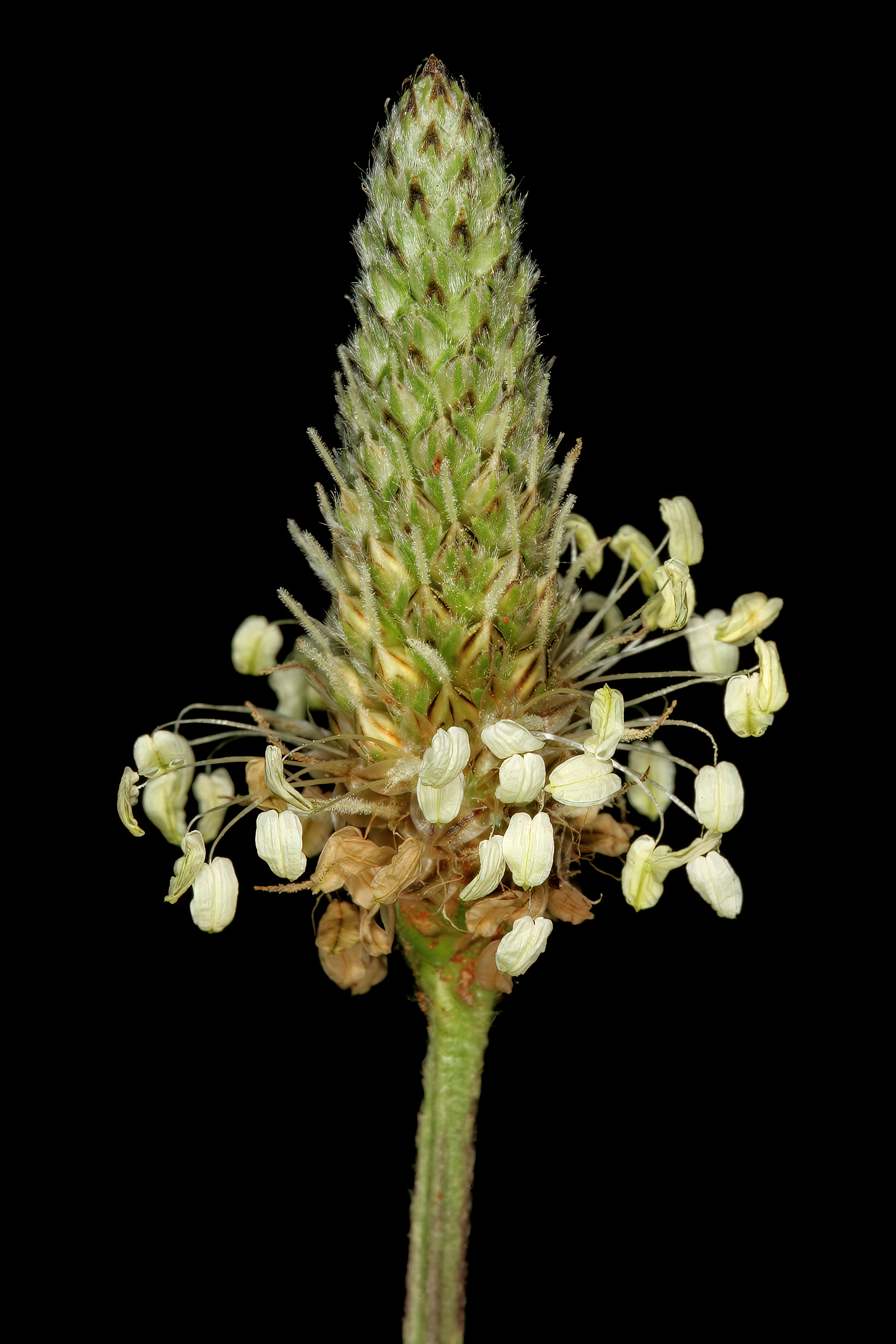
Kwiatostan

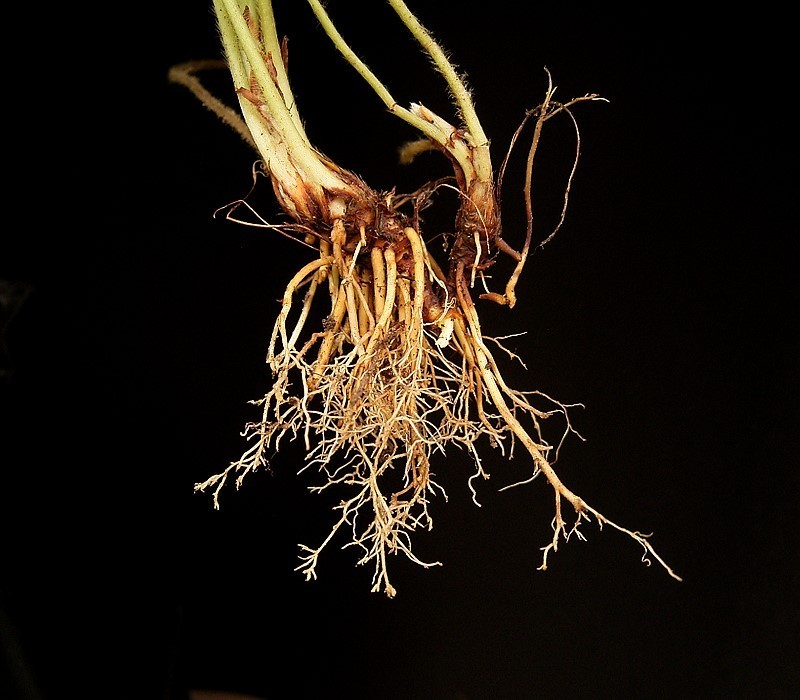
Korzenie

## Morfologia
PędPod powierzchnią krótkie kłącze. W czasie kwitnienia wyrastają pędy kwiatonośne osiągające wysokość do 40 cm, rzadziej do 100 cm.
LiścieDługie, równowąskie, lancetowate, u nasady zwężone w rynienkowaty owłosiony ogonek, skupione są w przyziemne rozety, mają 3–7 równoległych nerwów. Blaszka liściowa przeważnie całobrzega, rzadko z nielicznymi ząbkami.
KwiatyZ rozetek liściowych wyrasta jedna lub kilka bezlistnych szypułek kwiatostanowych o 5 głębokich bruzdach. Szypułka jest prosto wzniesiona lub podnosząca się. Kwiatki są drobne, niepozorne, białe do brunatnoróżowych, zebrane w gęsty, kulisty lub walcowaty, brunatny kłos. Kwiatki osadzone są w suchobłoniastych przysadkach. Korona zrosłopłatkowa, ma krótką rurkę i cztery płatki.
OwoceGładkie, błyszczące, czerwonobrunatne nasiona w kształcie czółenek osadzone są po 1–2 w jajowatej torebce.
KorzenieLiczne, wiązkowe.

## Biologia
Cechy fitochemiczne
Liście zawierają aukubinę, substancje śluzowe, pektyny, garbniki (ok. 6,5%), kwasy: fumarowy, benzoesowy, cynamonowy, waniliowy, sole mineralne (w tym sole cynku i krzemionkę), flawonoidy (bajkaleina, skutelareina).
Rozwój
Pędy kwiatostanowe wyrastają począwszy od drugiego roku wegetacji. Roślina kwitnie od maja do września, jest wiatropylna. Jedna roślina wydaje około 1000 nasion.

## Ekologia
Rośnie na łąkach, trawnikach, pastwiskach, przydrożach, zboczach i polanach. Lubi lekkie i przewiewne gleby, czarnoziemne lub gliniasto-piaszczyste. Często spotykana jako roślina ruderalna lub chwast w koniczynie, lucernie. W polskich Tatrach spotykana do wysokości 1367 m n.p.m. W Polsce występuje coraz rzadziej w stanie naturalnym, ze względu na stosowanie herbicydów.
Hemikryptofit. W klasyfikacji zbiorowisk roślinnych gatunek charakterystyczny dla Cl. Molinio-Arrhenatheretea.
Nasiona babki stanowią przysmak kanarków. Rozsiewane są przez zwierzęta (zoochoria) i ludzi (antropochoria).
Jest rośliną żywicielską larw motyli przeplatki aurelii, britomartis, atalii, didymy i cinksii.

## Systematyka i zmienność
Gatunek należy do podrodzaju Psyllium i sekcji Lanceifolia. W Polsce występuje w 2 podgatunkach
- P. laneceolata L. subsp. lanceolata – liście nagie lub słabo owłosione, walcowaty kłos wyrastający na wyraźnie 5-kanciastej szypule o wysokości do 1 m.
- P. laneceolata L. subsp. sphaerostachya (Wimmer et Grab.) Hayek – liście silnie, wełnisto owłosione (przynajmniej u nasady), kłos kulisto-jajowaty. W klasyfikacji zbiorowisk roślinnych gatunek charakterystyczny dla All. Vicio-lathyroidis-Potentillion[9].

Reveal wymienia jedną odmianę P. lanceolata L. var. sphaerostachya Mert. & Koch, którą uznaje za synonim gatunku.
Babka lancetowata tworzy mieszańce z babką średnią.

## Nazewnictwo
Inne nazwy zwyczajowe: babka wąskolistna, babka koniczynowa, babka koniczynowata, języczki polne, żywiec.
Synonimy: Plantago altissima auct. non L., Plantago lanceolata L. sphaerostachya Mert. & Koch,
Nazwa gatunkowa lanceolata wywodzi się od kształtu blaszki liściowej.

## Zastosowanie

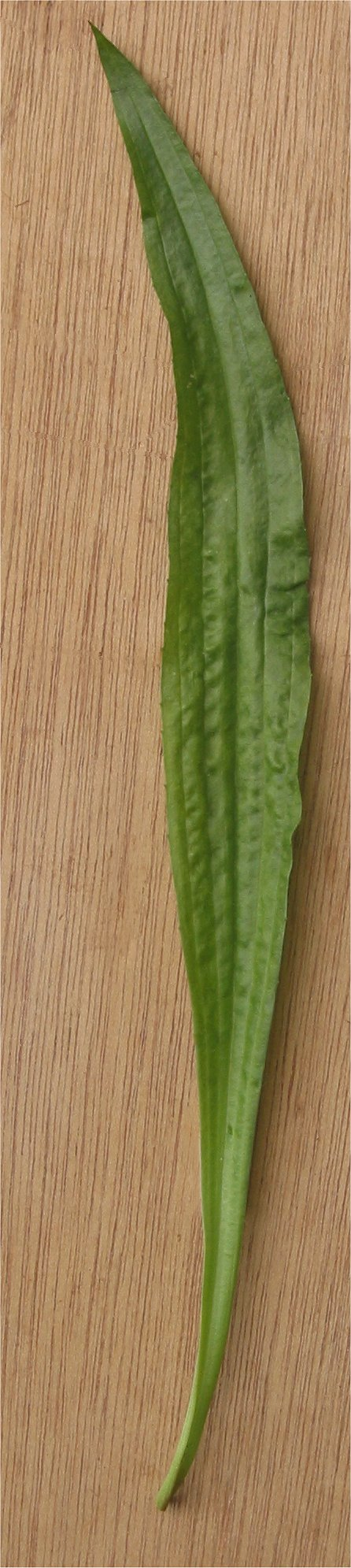
Liść

### Roślina lecznicza[4][13][14]
HistoriaBabka lancetowata jest rośliną znaną od bardzo dawna w lecznictwie. Uważano, że musi ona być silnym środkiem na zranienia skoro nie ginie "nawet na uczęszczanych drogach mimo deptania przez końskie kopyta i rozjeżdżania żelaznymi obręczami wozów". Przewija się w lecznictwie przez wieki. W starożytności zalecano sok z babki na ukąszenia skorpionów i węży, w średniowieczu na złamania i opuchlizny, a także jako antidotum na miłosne czary. Medycyna ludowa roślinę zalecała w leczeniu chrypki, suchego, przewlekłego kaszlu, nieżytów przewodu pokarmowego oraz dróg moczowych, łagodzeniu swędzenia wywołanego ukąszeniem komara.
Surowiec zielarskiLiść babki lancetowatej (Folium Plantaginis lanceolatae) lub cała roślina (Herba Plantaginis). Surowiec stanowi łodyga odziomkowa i cały lub rozdrobniony, wysuszony liść o barwie żółtawozielonej do brunatnawozielonej, długości do 30 cm i szerokości do 4 cm, z wyraźnym białawozielonym prawie równoległym unerwieniem na powierzchni dolnej. Łodyga odziomkowa jest brunatnawozielona, dłuższa niż liście, o średnicy 3-4 mm i głębokim podłużnym bruzdowaniu, z 5-7 widocznymi żeberkami. Powierzchnia jest zwykle pokryta drobnymi włoskami. Surowiec zawiera składniki irydoidowe, głównie aukubozyd (0,3-2,5%) i katalpol (0,3-1,1%), śluz, około 6,5% garbników, fenolokwasy, kwas chlorogenowy, kumarynę, eskuletynę, flawonoidy, luteolinę, skutelareninę, ponad 1% kwasu krzemowego. Dużą część składników mineralnych stanowią sole cynku i potasu. W świeżym liściu występują enzymy proteolityczne. Według niektórych autorów surowiec zawiera hemolitycznie czynną saponinę. Susz przeznaczony do stosowania w lecznictwie musi zawierać nie mniej niż 1,5% sumy pochodnych kwasu kawowego w przeliczeniu na akteozyd.
DziałanieLiść babki lancetowatej stosowany jest głównie jako środek wykrztuśny i rozkurczający mięśnie gładkie górnych dróg oddechowych w mieszankach ziołowych i syropach, ponadto w stanach zapalnych jamy ustnej, krtani – znaczenie lecznicze mają tu śluzy i garbniki które zmniejszają przekrwienie błon śluzowych oraz nadmierną przepuszczalność naczyń włosowatych. Właściwości bakteriostatyczne wykazuje świeży surowiec, też w postaci soku (Succus Plantaginis lanceolatae). Substancją czynną jest w tym przypadku aukubozyd, który pod wpływem zawartej w surowcu β–glukozydazy uwalnia aglikon aukubigeninę o właściwościach bakteriostatycznych. W naparach wodnych przemiana ta nie zachodzi na skutek inaktywacji enzymu, dlatego nie wykazują one działania przeciwbakteryjnego. Odwary działają też nieco ściągająco i słabo moczopędnie. Badania wykazały, że wyciągi wodne z liści babki lancetowatej, stosowane doustnie, pobudzają wytwarzanie interferonu i przeciwciał antywirusowych, a więc substancji chroniących organizm ludzki przed inwazją wirusów. Sok ze świeżych liści babki lancetowatej albo odwar z liści wysuszonych przyspiesza gojenie ran i regenerację naskórka.
DawkowanieOdwar z surowca przygotowuje się zalewając 1 łyżkę liści 350ml ciepłej wody i ogrzewając do wrzenia. Gotować pod przykryciem 5min, odstawić na 10-15 minut i przecedzić. Pić 2-3 razy dziennie po ½ szklanki w nieżycie jelit i biegunce. Ten sam odwar można stosować zewnętrznie do płukań, okładów i przemywań. Do oczu rozcieńczyć przegotowaną wodą w proporcji 1:1. Sok wyciśnięty ze świeżych, zmiażdżonych liści podaje się kilka razy dziennie po łyżeczce jako środek wykrztuśny i przeciwzapalny.
Zbiór i suszenieDo celów leczniczych zbiera się liście w pełni wykształcone w okresie kwitnienia od maja do września, zdrowe, nie porażone chorobami grzybicznymi, najlepiej bez ogonka, gdyż ten trudno wysycha. Suszyć je należy cienkimi warstwami w suszarni o dużym przewiewie, ogrzewanej w temperaturze do 40 °C, gdyż w warunkach naturalnych łatwo ciemnieją i tracą wartość (wytwarzają się polimeryzaty aukubiny). Surowiec może pochodzić także z upraw. Babkę wysiewa się z nasion wiosną, wprost do gruntu. Nasiona można łatwo zebrać w stanie naturalnym, gdyż rośliny zawiązują ich dużo (1 roślina daje ok. 1000 nasion). Rośliny wschodzą po 10—14 dniach. Już pierwszego roku liście można zbierać, gdy osiągną długość około 30 cm i szerokość do 4 cm. Są barwy żywozielonej. Babki lancetowatej nie powinno się zbierać w górach i okolicach nadmorskich, gdzie występują dwa inne gatunki, mniej wartościowe — babka górska (P. montana) i babka nadmorska (P. maritima), bardzo podobne do babki wąskolistnej i trudne do odróżnienia przez niewprawnych zbieraczy.

### Roślina pastewna
Posiada dużą wartość pokarmową jako pasza zielona. U bydła wywołuje jednak biegunkę.

### Roślina ozdobna
Czasami uprawiana jest w celach ozdobnych, najczęściej w tym celu uprawia się kultywar 'Marginata' o barwnych liściach.

## Uprawa
Plantację utrzymuje się 4–5 lat.
- Rozmnażanie: roślinę uprawia się tradycyjnie z nasion. Siew wykonuje się wiosną, od marca do kwietnia. Rozstaw 30 × 40 cm, na głębokość 0,5–1 cm. Średnio wysiewa się 2 kg nasion na 1 ha gruntu[7]. W laboratoriach rośliny mnożone są także in vitro metodą mikrorozmnażania[15].
- Pielęgnacja: odchwaszczanie, spulchnianie ziemi między rzędami, nawożenie.
- Zbiór i suszenie: liście często bywają zakurzone, dlatego należy je zbierać najlepiej po deszczu i dokładnie przepłukać przegotowaną lub mineralną wodą. Zbioru dokonuje się w okresie kwitnienia od maja do września. Na uprawie jednorocznej zbiór przeprowadza się jeden raz, latem, od drugiego roku – dwukrotnie. Surowiec suszy się w temperaturze 35–40 °C w piekarniku lub rozkładając cienką warstwą w ciepłym miejscu np. na strychu (trzeba wówczas pamiętać, aby je często odwracać, gdyż łatwo czernieją).